# 村上りいな
村上 りいな（むらかみ りいな、1994年11月26日 - ）は、日本のグラビアアイドル、女優、女性アイドル。ダンスボーカルユニット「フラミングの法則」の元メンバー。現在、フリーランスで活動中。アイエス・フィールドに所属していた。

## 経歴
幼稚園、小学校の頃はスポーツが好きで、鉄棒と一輪車ばかりやっていたが、小学校の部活は「陸上部の先生が怖いから」ということで吹奏楽部に入った。
中学校ではバレーボール部に入り、練習に明け暮れた。ポジションはリベロ。
高校生の頃から、AKB48のメンバーが同級生にいたこともあり、ずっとアイドルになりたいと思っていたが、キッカケがないまま大学に進学した。
大学在学中に原宿でスカウトされたことがきっかけで、2016年6月に芸能界デビューを果たすと、主に撮影会モデルやグラビアアイドルとして活動を開始した。
2019年10月1日、385名の応募者の中からけいマルガールズ候補生7名の一人に選ばれ、2か月半に渡って活動した。
2020年3月23日、『全身脱毛レビューgirls!』の追加メンバーオーディションにエントリーし、参加者全員が合格した。ネイビーのビキニ姿で登場した村上は、特技の側転を華麗にこなし、強烈な印象を残した。
2020年6月9日、オーディションを経て、ダンスボーカルユニット「フラミングの法則」のメンバーに選出された。これは彼女にとっても、自身の夢の実現だった。
2021年11月20日、「フラミングの法則」1周年記念のLIVE中に、12月中旬のLIVEをもって卒業することを発表した。
2021年12月14日、「フラミングの法則」の解散と2022年1月以降に解散ライブを行うことが発表された。
2023年8月16日、自身のX（旧Twitter）にて、株式会社アイエス・フィールドを退社、その後はフリーランスで活動することを報告した。
2024年2月15日、ファンクラブを開設したことを自身のXで報告した。

## 人物
- 兄、妹の3人兄弟で育った。
- 買い物や食事には時間がかかるなど、ゆったりした性格に見られがちだが、自分ではせっかちな一面もあると考えている[17]。
- グミが大好物で、自らを「グミドル」と呼ぶほど。食べた後の袋を集めるのが好き[18]。
- 褒められると伸びるタイプ。[19]。
- 趣味は歌う、ダンス、映画鑑賞、台湾祭り巡り、中国語の勉強、かわいいもの集め、釣り、ギター。
- 特技は体が柔らかいこと、料理（栄養士資格あり）[20]。

## 出演

### テレビ番組
- 透明彼女 season11 #5（2020年2月、V☆パラダイス）
- 鎧美女 #76（2021年3月26日〈25日深夜〉、フジテレビONE）- 甲冑：徳川家康[21]
- グラドル向上委員会（仮）#10（2021年11月15日、BSスカパー!）- MC：橋本梨菜、共演：西永彩奈、なみ[22]

### ウェブ配信
- アイドル密着ガチバトル〜これが本当の密着だ!!〜 supported by AMESTAGE（2016年7月26日 - 、ABEMA）
- Light（2017年2月、LoGiRL）
- 給与明細（2018年10月14日 - 、ABEMA）
- 【全日本○○グラドルコンテスト】アビリティ（2019年2月10日 ‐ 24日、ABEMA）
- 浅草橋を歩く。（2020年9月 - 、Youtube）[※ 2]
- TOKYO GRAVURE IDOL FESTIVAL ONLINE 2020（2020年10月3日、ミクチャ）
- 図工の時間 #2（2022年3月1日、東京Lily、YouTube）共演：日向葵衣、原つむぎ、愛萌なの[23]
- ヒロミ・指原の“恋のお世話始めました”（2022年9月29日[24]、2023年6月1日[25]、ABEMA）

### 舞台
- 朗読劇『Greif』（2020年5月1日・2日・17日、オンライン公演）※5/17は追加公演
- 朗読劇『Greif3』（2020年7月3日 - 5日、10日 - 12日、オンライン公演）
- 朗読エンターテイメント『Greif3』（2021年3月4日 - 7日、劇的スペース・オメガ東京）
- 朗読エンターテイメント『Greif4』（2022年6月22日 - 26日、新宿スターフィールド）

### トークライブ・イベント
- いとちゃんういちゃん！馬鹿合戦＆歌合戦！お盆が過ぎた夜に。（2020年8月17日、四谷lotus）
- いとちゃんういちゃん！馬鹿合戦＆歌合戦！オータム馬鹿フェスタ！（2020年9月23日、四谷lotus）

### 雑誌
- ドカント 6月号 (2020年05月16日発売、デジタルスタイル)
- 週刊プレイボーイ 2021年8/9号 (2021年7月19日発売、集英社)
- 金のEX DVD vol.19（2024年4月17日発売、大洋図書）

## 作品

### DVD
- はにかみ（2017年8月23日、イーネット・フロンティア）
- 可憐な少女（2018年5月25日、Air control）
- 君の瞳の中へ（2018年9月28日、エスデジタル）
- りいなのすべて（2020年5月22日、竹書房）[26][27]
- キミとボクの秘密（2020年8月28日、スパイスビジュアル）
- 生意気ハニー（2021年1月21日、ギルド）
- よそ見しないで（2021年4月25日、エアコントロール）
- なんか色々わかってきた、かも。（2021年8月27日、スパイスビジュアル）
- かわいい上司に叱られたい（2021年12月22日、竹書房）
- りいなCOLORS（2022年6月29日、スパイスビジュアル）
- 君は私の初恋の人（2022年9月22日、ギルド）
- りいな様に溺愛されて困ってます（2023年1月24日、エアーコントロール）
- りいなとしたいこと（2024年2月24日、竹書房）

### 動画
- 制服美少女天国 村上りいな【完全版】（2017年7月1日、アイロゴス）
- グラビア学園MOVIE 村上りいな 1（2019年12月26日、グラビア学園）
- グラビア学園MOVIE 村上りいな 2（2019年12月26日、グラビア学園）

### 電子書籍（ペーパーバック）
- 必撮！まるごと☆ 白衣の天使は小悪魔でした（2017年10月30日、アイロゴス）
- 必撮！まるごと☆ 薄幸系彼女の業務記録（2017年10月30日、アイロゴス）
- 必撮！まるごと☆ 守りたい彼女（2017年10月30日、アイロゴス）
- 美少女☆爛漫女学園 りいなの美尻トレーニング（2017年10月30日、アイロゴス）
- 美少女☆爛漫女学園 放課後スク水少女（2017年10月30日、アイロゴス）
- 必撮！まるごと☆ 大容量285枚 村上りいな BEST vol.1（2018年3月2日、アイロゴス）
- 必撮！まるごと☆ ピュアコネクト 水沢柚乃＆村上りいな（2018年3月12日、アイロゴス）
- グラビア学園 眼帯ビキニの下の清楚な素肌（2019年12月27日、グラビア学園）
- グラビア学園 私服ニットの下の清楚な素肌（2019年12月27日、グラビア学園）
- グラビア学園 メイド服の下の清楚な素肌（2019年12月27日、グラビア学園）
- グラビア学園 自撮り写真集（2020年1月17日、グラビア学園）
- グラビア学園 りいなコンプリート!!（2020年7月17日、グラビア学園）
- キミとボクの秘密 Vol.1（2021年6月16日、スパイスビジュアル）
- キミとボクの秘密 Vol.2（2021年6月16日、スパイスビジュアル）
- なんか色々わかってきた、かも。 Vol.1（2022年3月8日、スパイスビジュアル）
- なんか色々わかってきた、かも。 Vol.2（2022年3月8日、スパイスビジュアル）
- 制服で奏でる昼下がり 村上りいな 必撮！まるごと☆（2022年1月1日、アイロゴス）
- Kiss You（2022年4月9日、エー・ビー・エンターテイメント）
- 美人CA　お・も・て・な・し　村上りいな 必撮！まるごと☆村上りいな（2022年5月1日、アイロゴス）
- りいなの可愛さに困っチャイナ！　村上りいな 必撮！まるごと☆村上りいな（2022年11月1日、アイロゴス）
- りいなCOLORS 〜Ver.1〜（2022年12月18日、スパイスビジュアル）
- ニーハイソックスになりたくて（2022年12月20日、エゴちゃん）
- りいなCOLORS 〜Ver.2〜（2022年12月22日、スパイスビジュアル）
- Kiss You2（2023年1月18日、エー・ビー・エンターテイメント）
- お部屋でまったりいな　村上りいな 必撮！まるごと☆村上りいな（2023年2月1日、アイロゴス）
- Crystal 村上りいな（2023年7月28日、プレステージ出版）
- 週刊GIRLS-PEDIA027　村上りいな（2023年8月1日、KADOKAWA）
- 村上りいな BEST vol.2 必撮！まるごと☆村上りいな（2023年9月22日、アイロゴス）
- 恋の胸騒ぎ（2023年12月26日、Amazon Kindle）
- ほっとけないお姉さん（2024年4月26日、竹書房）
- りいなのトリコ（2024年4月26日、竹書房）

### その他
- 婚活応援居酒屋「相席屋」WebCM（2019年11月 - ）